# Jonathan Dele
Jonathan Dele est un boxeur nigérian né le 20 octobre 1944 à Okeho et mort le 29 avril 2017 à Ibadan.

## Carrière
Jonathan Dele obtient la médaille d'argent dans la catégorie des poids légers aux championnats d'Afrique de Lusaka en 1968. Aux Jeux olympiques d'été de 1968 à Mexico, il est éliminé au deuxième tour dans la catégorie des poids légers par l'Italien Enzo Petriglia.